# Dipterocarpus crinitus
Espèce
Classification phylogénétique
Statut de conservation UICN

 VU  : Vulnérable
Le Dipterocarpus crinitus est un grand arbre sempervirent de la péninsule Malaise et de Thaïlande, appartenant à la famille des Diptérocarpacées.

## Répartition
Forêts de plaine à diptérocarp de la péninsule Malaise et de Thaïlande.

## Préservation
En danger critique de disparition du fait de la déforestation.